# 马家楼站
马家楼站是青岛地铁6号线的地铁车站，位于中华人民共和国山东省青岛市黄岛区团结路与广通河路交叉口，于2024年4月26日开通。

## 车站结构
马家楼站位于团结路与广通河路交叉口，沿团结路设置，呈南北走向，为地下两层岛式站台车站，车站长239.5米，车站地下一层为站厅层，地下二层为站台层，站台设置全高站台门。
| 地面              | 出入口 | A、C、D出入口                                                                                             |
| 地下一层          | 站厅   | 客服中心、自动售票机、验票机                                                                              |
| 地下二层          | 站台   | \| \| \| 6号线往横云山路（抓马山） \| \| 島式 · 開左邊车门 \| \| \| \| \| \| 6号线往灵山湾（薛家泊子） \| |
|                   |        | 6号线往横云山路（抓马山）                                                                                 |
| 島式 · 開左邊车门 |        | |
|                   |        | 6号线往灵山湾（薛家泊子）                                                                                 |

## 出入口
抓马山站目前开放3个出入口，各出口及周围设施如下所示：
| 编号                | 指示                     | 建议前往的目的地       | 图片 |
| ------------------- | ------------------------ | ---------------------- | ---- |
| A · 出口            | 广通河路(北)             |                        |      |
| C · 出口 · （设有） | 团结路(东)，广通河路(南) | 青岛西海岸新区泊子小学 |      |
| D · 出口            | 团结路(西)               |                        |      |
| 图例： 设有         |                          |                        |      |

## 接驳交通

### 公交车
- 马家楼地铁站：黄岛24路，黄岛26路，黄岛26路西海岸综合保税区线

## 车站历史
本站工程名为淮河西路站，正式站名为马家楼站，以车站所处的马家楼社区命名。
- 2023年1月9日，车站主体结构拼装完成[2]。
- 2024年4月26日，车站随6号线一期通车开通[1]。